# Долно Озирово
До̀лно Озѝрово е село в Северозападна България. То се намира в община Вършец, област Монтана.

## Културни и природни забележителности
Събор на селото 2 август (Илинден – стар стил)
Разположено в полите на Врачанска планина. Край селото се намира палеонтологично находище на фосилна фауна и флора със световна известност. Възрастта на съдържащите се в него фосили е от среден вилафранк (ранен плейстоцен; до неотдавна отнасяно към късен плиоцен) отпреди около 2,25 млн. г. 

## Други
Главно препитание на селото е земеделието. През селото протича река Черна.